# Ophiuche eremialis
Ophiuche eremialis là một loài bướm đêm trong họ Erebidae.